# Itaici (Muniz Freire)
Itaici é um distrito do município de Muniz Freire, no estado do Espírito Santo, no Brasil. Possui cerca de 1 300 habitantes, está situado na região sul do município às margens do rio Braço Norte Esquerdo.

## Etimologia
"Itaici" é um termo de origem tupi que significa "fonte da pedra", através da junção de itá (pedra),  'y (água) e sy (mãe).